# Culturele hoofdstad van Europa

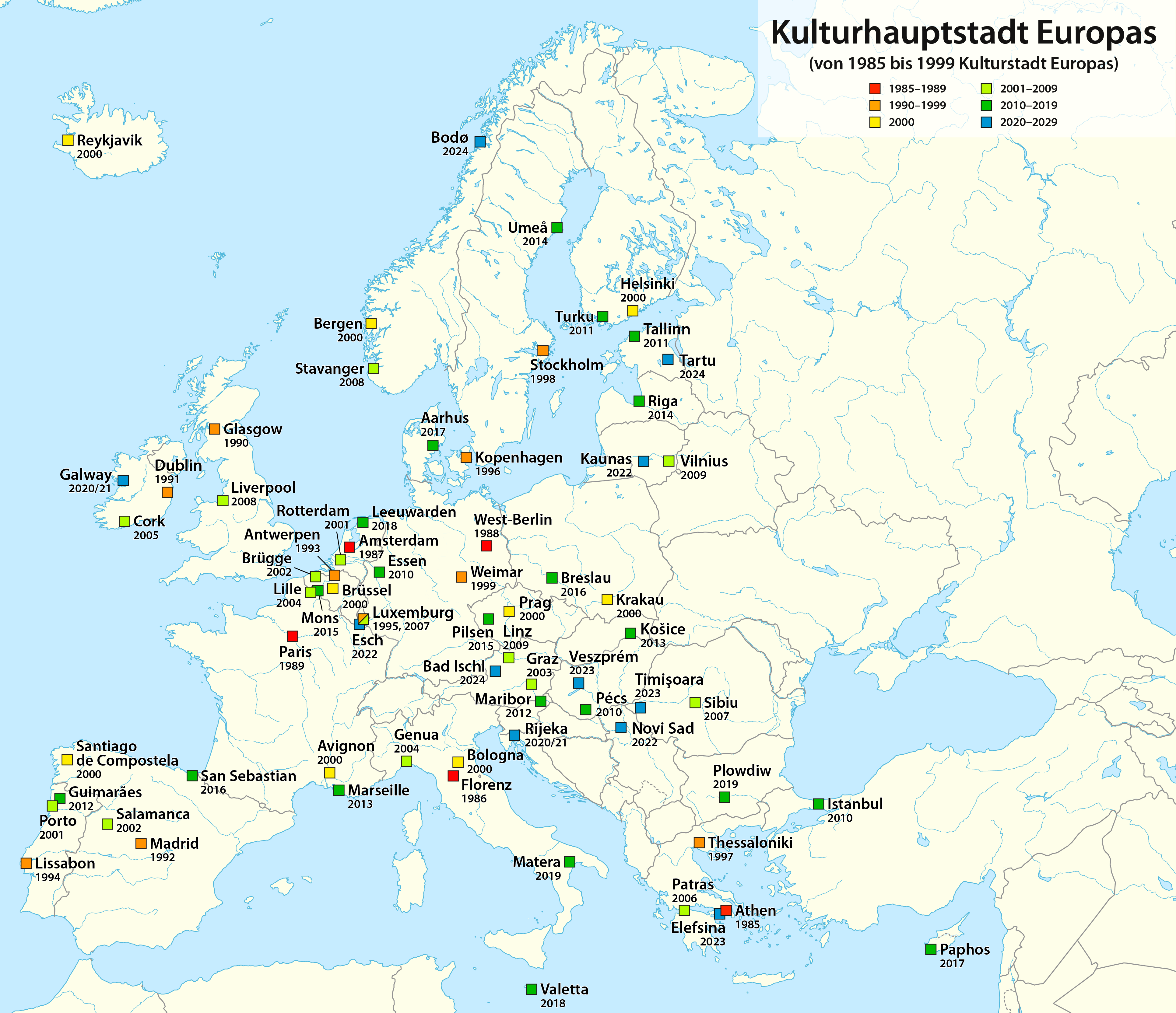
Steden die culturele hoofdstad geweest zijn

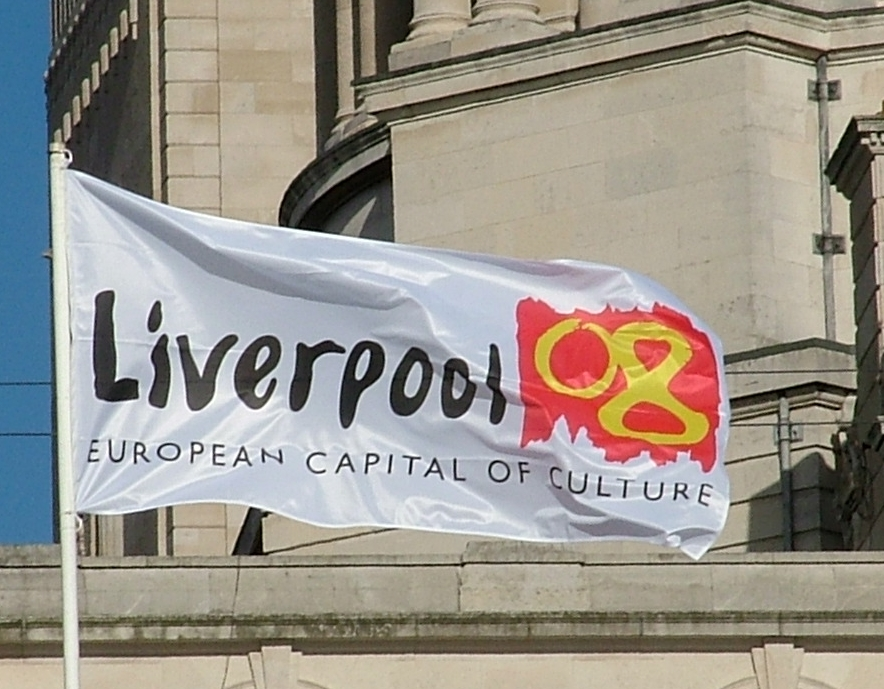
Liverpool als culturele hoofdstad in 2008

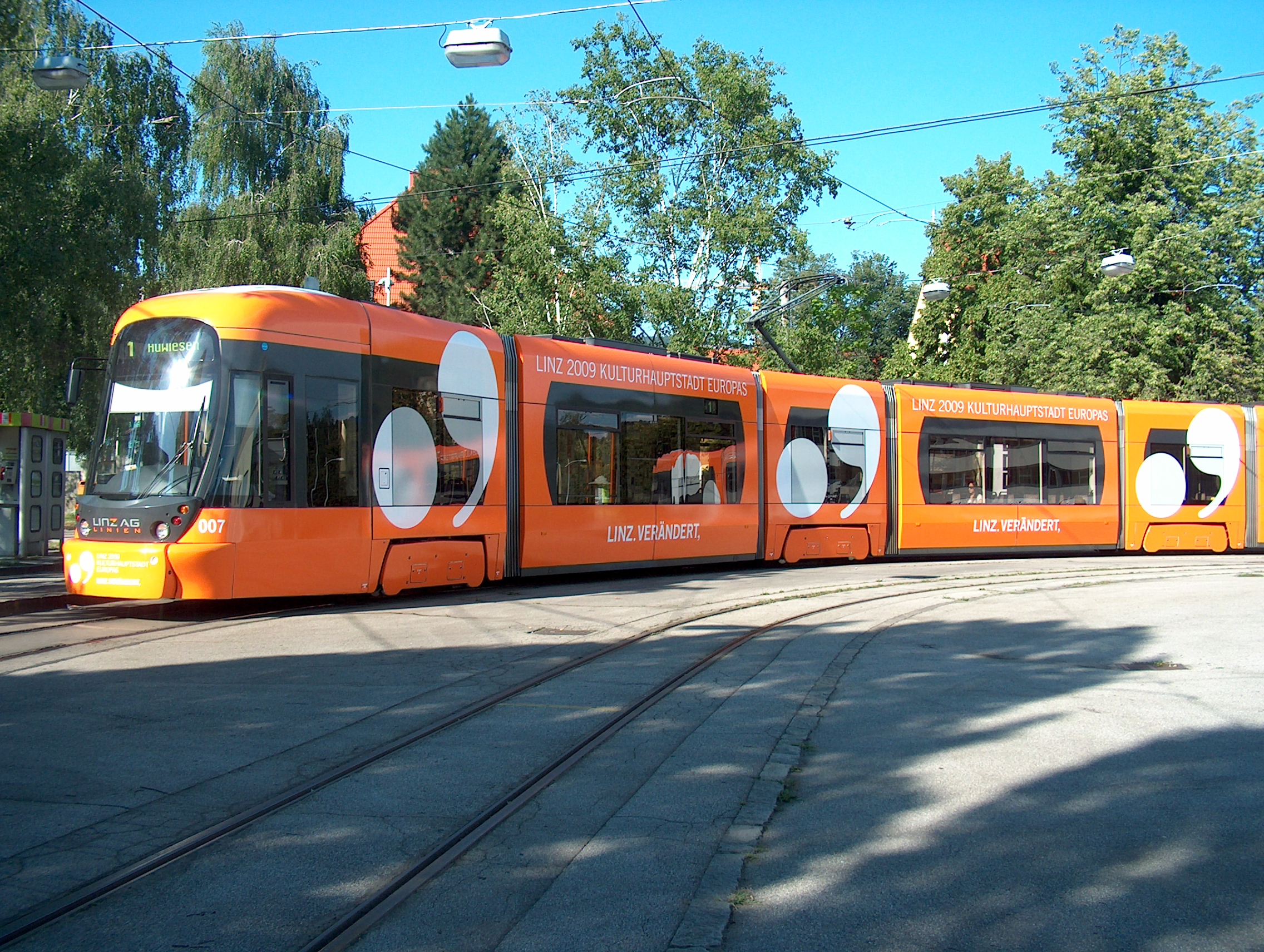
Linz als culturele hoofdstad in 2009

Sinds 1985 draagt elk jaar een stad de titel culturele hoofdstad van Europa; sinds 2004 zijn het elk jaar twee steden. Daarbij is tevoren vastgesteld welke twee landen aan de beurt zijn om een stad voor te dragen. Binnen een land wordt meestal een competitie gehouden.
Het doel hiervan is de rijkdom, de verscheidenheid en de gemeenschappelijke kenmerken van de Europese culturen tot hun recht te laten komen en ertoe bij te dragen dat de burgers van de Europese Unie elkaar beter leren kennen. 
In 1987, 2001 en 2018 had Nederland met Amsterdam, Rotterdam en Leeuwarden een culturele hoofdstad; en in 1993, 2000, 2002 en 2015 had België met Antwerpen, Brussel, Brugge en Bergen (Mons) een culturele hoofdstad.
België mag in 2030 opnieuw een culturele hoofdstad selecteren. Nederland kan in 2033 weer een culturele hoofdstad aanwijzen.

## Procedure
- Uiterlijk vier jaar voor de aanvang van het evenement legt de betrokken lidstaat de Europese Commissie, het Europees Parlement, de Raad en het Europees Comité van de Regio's het voordrachtdossier voor van de voor het betrokken jaar in aanmerking komende stad of steden; eventueel doet hij deze voordracht vergezeld gaan van een aanbeveling.
- De Commissie stelt elk jaar een jury samen die verslag moet uitbrengen over de voorgedragen stad of steden. Het Europees Parlement kan binnen drie maanden na ontvangst van het verslag de Commissie een advies doen toekomen over de voorgedragen stad of steden.
- Op basis van een aanbeveling van de Commissie en in het licht van het advies van het Europees Parlement en het verslag van de jury wijst de Raad de "Culturele Hoofdstad van Europa" aan voor het betrokken jaar.

Het voordrachtdossier moet een Europees cultureel project omvatten, dat aan een specifiek thema met een Europese dimensie beantwoordt en hoofdzakelijk berust op culturele samenwerking. Dit project mag samen met andere Europese steden worden uitgevoerd.
In het dossier moet in het bijzonder zijn aangegeven hoe de gegadigde Europese stad, binnen het gekozen thema, voornemens is om:
- culturele stromingen die de Europeanen gemeen hebben en waarvoor deze stad een bron van inspiratie is geweest of waartoe zij een bijdrage van betekenis heeft geleverd, tot hun recht te laten komen;
- evenementen en scheppend werk te bevorderen waarbij actoren uit de culturele sector van andere steden van de lidstaten van de Europese Unie worden betrokken en die tot duurzame culturele samenwerking leiden, en het rondreizen van de actoren in de Europese Unie te stimuleren;
- brede lagen van de bevolking te mobiliseren en bij het project te betrekken;
- voor de opvang van de burgers van de Unie te zorgen en de uitstraling van de op te zetten evenementen via de verschillende media en volgens een meertalige aanpak te bevorderen;
- de dialoog tussen de vertegenwoordigers van de culturen in Europa en de andere culturen in de wereld te bevorderen;
- de dialoog tussen de culturen van Europa en die van andere delen van de wereld te bevorderen;
- het historisch erfgoed en de stedelijke architectuur en de kwaliteit van het leven in de stad op te waarderen.

Europese derde landen kunnen aan dit initiatief deelnemen. Elk van die landen kan een stad als "culturele hoofdstad van Europa" voordragen en stelt het Europees Parlement, de Raad, de Commissie en het Comité van de regio's van deze voordracht in kennis. De Raad wijst op aanbeveling van de Commissie en met eenparigheid van stemmen officieel voor elk jaar een van deze voorgedragen steden als "culturele hoofdstad van Europa" aan, zonder uit het oog te verliezen dat een voorbereidingstijd van vier jaar wenselijk is.
Elke stad stelt een programma van culturele evenementen vast dat de cultuur, het cultureel erfgoed, alsmede de plaats van de betrokken stad in het gemeenschappelijk cultureel erfgoed voor het voetlicht brengt en waarbij personen uit de culturele sector uit andere Europese landen worden betrokken om tot duurzame samenwerking te komen (artikel 5).

## Culturele hoofdsteden
| Jaar | Steden                                                                                 | Opmerking |
| ---- | -------------------------------------------------------------------------------------- | --- |
| 1985 | Athene                                                                                 | |
| 1986 | Florence                                                                               | |
| 1987 | Amsterdam                                                                              | |
| 1988 | Berlijn                                                                                | |
| 1989 | Parijs                                                                                 | |
| 1990 | Glasgow                                                                                | |
| 1991 | Dublin                                                                                 | |
| 1992 | Madrid                                                                                 | |
| 1993 | Antwerpen                                                                              | |
| 1994 | Lissabon                                                                               | |
| 1995 | Luxemburg                                                                              | |
| 1996 | Kopenhagen                                                                             | |
| 1997 | Thessaloniki                                                                           | |
| 1998 | Stockholm                                                                              | |
| 1999 | Weimar                                                                                 | |
| 2000 | Brussel Helsinki Avignon Reykjavik Bologna Bergen Krakau Santiago de Compostella Praag | Ter gelegenheid van de start van een nieuw millennium, werden zeven steden uit EU-lidstaten geselecteerd. Daarnaast, werden nog twee steden uit niet-EU-lidstaten geselecteerd. Zo wilde de EU de bijdrage van Europese steden aan de wereldcultuur extra benadrukken. |
| 2001 | Rotterdam Porto                                                                        | |
| 2002 | Brugge Salamanca                                                                       | |
| 2003 | Graz                                                                                   | |
| 2004 | Rijsel Genua                                                                           | |
| 2005 | Cork                                                                                   | |
| 2006 | Patras                                                                                 | |
| 2007 | Luxemburg Sibiu                                                                        | |
| 2008 | Stavanger & Sandnes Liverpool                                                          | |
| 2009 | Vilnius Linz                                                                           | |
| 2010 | Essen Pécs Istanboel                                                                   | |
| 2011 | Tallinn Turku                                                                          | |
| 2012 | Guimarães Maribor                                                                      | |
| 2013 | Marseille Košice                                                                       | |
| 2014 | Riga Umeå                                                                              | |
| 2015 | Bergen Pilsen                                                                          | |
| 2016 | San Sebastián Wrocław                                                                  | |
| 2017 | Paphos Aarhus                                                                          | Pafos 2017, Aarhus 2017 |
| 2018 | Valletta Leeuwarden                                                                    | Valletta 2018 |
| 2019 | Matera Plovdiv                                                                         | Plovdiv 2019 |
| 2020 | Galway Rijeka                                                                          | Titel werd verlengd tot april 2021 vanwege de coronapandemie. Rijeka 2020 |
| 2021 | Galway Rijeka                                                                          | Titel werd verlengd tot april 2021 vanwege de coronapandemie. Rijeka 2020 |
| 2022 | Esch-sur-Alzette Kaunas Novi Sad                                                       | Novi Sad zou oorspronkelijk de titel in 2021 dragen. Maar vanwege de coronapandemie, besliste de Europese Commissie om dit uit te stellen naar 2022. Esch-sur-Alzette 2022, Kaunas 2022, Novi Sad 2022                                                                 |
| 2023 | Timișoara Veszprém Elefsina                                                            | Timisoara zou oorspronkelijk de titel in 2021 dragen. Maar vanwege de coronapandemie, besliste de Europese Commissie dit uit te stellen naar 2023. Timișoara 2023, Veszprém 2023, Elefsina 2023                                                                        |
| 2024 | Tartu Bad Ischl Bodø                                                                   | Tartu 2024, Salzkammergut 2024, Bodø 2024 |
| 2025 | Nova Gorica Chemnitz                                                                   | Nova Gorica 2025, Chemnitz 2025 |
| 2026 | Trenčín Oulu                                                                           | De geselecteerde steden werden in juni (Finland) en december 2021 (Slowakije) bekendgemaakt. Trenčín 2026, Oulu 2026 |
| 2027 | Liepāja Évora                                                                          | Liepāja 2027, Évora 2027 |
| 2028 | České Budějovice Bourges Skopje                                                        | České Budějovice 2028, Bourges 2028, Skopje 2028 |

### Gastlanden 2029-2033
| Jaar | Gastlanden                    | Kandidaat-steden                        | Kandidaat-steden          | Kandidaat-steden |
| ---- | ----------------------------- | --------------------------------------- | ------------------------- | ---------------- |
| 2029 | Polen Zweden                  | Białystok, Katowice, Kołobrzeg & Lublin | Malmö, Örebro & Jönköping |                  |
| 2030 | België Cyprus EER/EFTA-lid    | Sint-Jans-Molenbeek, Leuven & Namen     | selectie 13 december 2024 |                  |
| 2031 | Malta Spanje                  | Cottonera, Gozo, Sliema & Tarxien       | Cáceres & Granada         |                  |
| 2032 | Bulgarije Denemarken          |                                         |                           |                  |
| 2033 | Nederland Italië EER/EFTA-lid | Heerlen                                 | Turijn                    |                  |

### Kandidaat-steden Europese Hoofdstad van Europa 2030 (België)
In 2030 mag België opnieuw een van de twee culturele hoofdsteden selecteren. Het land viert dat jaar ook zijn 200-jarige onafhankelijkheid. Daarom stelde het Brussels Hoofdstedelijk Gewest in 2021 voor om een team te vormen met een Vlaamse en Franstalige entiteit. Andere steden beschouwen de nominatie als een regionaal evenement. Het land schuift in 2025 zijn kandidaat naar voren, maar verschillende kandidaatsteden, zijn eerder begonnen met voorbereidingen te treffen voor hun dossier en campagne.
Eind 2022 hadden de volgende steden zich kandidaat gesteld, Brugge, Brussel, Gent, Kortrijk, Leuven en Luik. In oktober 2024 werd de lijst gereduceerd tot drie steden, Sint-Jans-Molenbeek, Leuven en Namen. Brugge, Kortrijk en Gent vielen af.